# Clay County (North Carolina)
Clay County ist ein County im Bundesstaat North Carolina der Vereinigten Staaten. Der Verwaltungssitz (County Seat) ist Hayesville, das nach einem Lokalpolitiker namens George Hayes benannt wurde.

## Geographie
Das County liegt fast im äußersten Westen von North Carolina, grenzt im Süden an Georgia und hat eine Fläche von 571 Quadratkilometern, wovon 15 Quadratkilometer Wasserfläche sind. Es grenzt im Uhrzeigersinn an folgende Countys: Macon County und Cherokee County.
Das Clay County ist in sechs Townships aufgeteilt: Brasstown, Hayesville, Hiwassee, Shooting Creek, Sweetwater und Tusquittee.

## Geschichte
Das Clay County wurde am 20. Februar 1861 aus Teilen des Cherokee County gebildet. Benannt wurde es nach Henry Clay, einem amerikanischen Politiker, Mitglied des Repräsentantenhauses, des Senats, Außenminister und Gegner der Sklaverei. Insgesamt fünfmal kandidierte er erfolglos für das Amt des Präsidenten, wobei er teilweise schon in den Primaries scheiterte.
Drei Bauwerke und Stätten des Countys sind insgesamt im National Register of Historic Places eingetragen (Stand 23. Februar 2018), darunter das Clay County Courthouse.

## Demografische Daten
Nach der Volkszählung im Jahr 2000 lebten im Clay County 8775 Menschen. Davon wohnten 124 Personen in Sammelunterkünften, die anderen Einwohner lebten in 3847 Haushalten und 2727 Familien. Die Bevölkerungsdichte betrug 16 Einwohner pro Quadratkilometer. Ethnisch betrachtet setzte sich die Bevölkerung zusammen aus 98,01 Prozent Weißen, 0,80 Prozent Afroamerikanern, 0,33 Prozent amerikanischen Ureinwohnern, 0,09 Prozent Asiaten, 0,07 Prozent Bewohnern aus dem pazifischen Inselraum und 0,15 Prozent aus anderen ethnischen Gruppen; 0,56 Prozent stammten von zwei oder mehr Ethnien ab. 0,83 Prozent der Bevölkerung waren spanischer oder lateinamerikanischer Abstammung.
Von den 3847 Haushalten hatten 23,5 Prozent Kinder unter 18 Jahren, die bei ihnen lebten. 59,8 Prozent davon waren verheiratete, zusammenlebende Paare, 7,5 Prozent waren allein erziehende Mütter und 29,1 Prozent waren keine Familien. 26,3 Prozent waren Singlehaushalte und in 14,4 Prozent lebten Menschen mit 65 Jahren oder älter. Die Durchschnittshaushaltsgröße betrug 2,25 und die durchschnittliche Familiengröße war 2,68 Personen.
18,6 Prozent der Bevölkerung waren unter 18 Jahre alt. 6,2 Prozent zwischen 18 und 24 Jahre, 22,8 Prozent zwischen 25 und 44 Jahre, 29,8 Prozent zwischen 45 und 64, und 22,7 Prozent waren 65 Jahre alt oder Älter. Das Durchschnittsalter betrug 47 Jahre. Auf alle weibliche Personen kamen 94,9 männliche Personen. Auf alle Frauen im Alter von 18 Jahren oder darüber kamen 91,4 Männer.
Das jährliche Durchschnittseinkommen eines Haushalts betrug 31.397 US-$ und das jährliche Durchschnittseinkommen einer Familie betrug 38.264 $. Männer hatten ein durchschnittliches Einkommen von 29.677 $, Frauen 19.529 $. Das Prokopfeinkommen betrug 18.221 $. 11,4 Prozent der Bevölkerung und 7,8 Prozent der Familien lebten unterhalb der Armutsgrenze, darunter 14,6 Prozent der Kinder und Jugendlichen unter 18 Jahren und 13,0 Prozent der Senioren ab 65 Jahren Alter.